# Calendario en los Juegos Olímpicos de Turín 2006
Los XX Juegos Olímpicos de Invierno que se celebraron en Turín (Italia) entre el 10 y el 26 de febrero de 2006 incluyeron competiciones en 84 disciplinas de 15 deportes. 
A continuación se detalla el calendario por día de cada final con las respectivas naciones ganadores de medallas (las horas están en horario local: UTC+1).
| Días 11 12 13 14 15 16 17 18 19 20 21 22 23 24 25 26 |

| N.º           | Hora        | Deporte                 | Disciplina              |                |                |                |
| ------------- | ----------- | ----------------------- | ----------------------- | -------------- | -------------- | -------------- |
| 11 de febrero |             |                         |                         |                |                |                |
| 1             | 13:00-15:00 | Biatlón                 | 20 km ind. M            | Alemania       | Noruega        | Noruega        |
| 2             | 15:00-16:15 | Combinado nórdico       | SN / 15 km ind. M       | Alemania       | Austria        | Noruega        |
| 3             | 15:30-18:50 | Patinaje de velocidad   | 5000 m M                | Estados Unidos | Países Bajos   | Italia         |
| 4             | 19:00-20:20 | Esquí acrobático        | moguls F                | Canadá         | Noruega        | Francia        |
| 12 de febrero |             |                         |                         |                |                |                |
| 5             | 10:00-11:15 | Esquí de fondo          | 15 km persecución F     | Estonia        | Rep. Checa     | Rusia          |
| 6             | 12:00-14:00 | Esquí alpino            | descenso M              | Francia        | Austria        | Suiza          |
| 7             | 14:00-15:20 | Snowboard               | halfpipe M              | Estados Unidos | Estados Unidos | Finlandia      |
| 8             | 13:45-15:30 | Esquí de fondo          | 30 km persecución M     | Rusia          | Noruega        | Italia         |
| 9             | 16:30-19:00 | Patinaje de velocidad   | 3000 m F                | Países Bajos   | Países Bajos   | Canadá         |
| 10            | 19:05-20:00 | Saltos en esquí         | SN ind M                | Noruega        | Finlandia      | Noruega        |
| 11            | 18:30-20:10 | Luge                    | ind. M                  | Italia         | Rusia          | Letonia        |
| 12            | 20:55-22:15 | Patinaje en pista corta | 1500 m M                | Corea del Sur  | Corea del Sur  | China          |
| 13 de febrero |             |                         |                         |                |                |                |
| 13            | 12:00-14:00 | Biatlón                 | 15 km ind. F            | Rusia          | Alemania       | Rusia          |
| 14            | 14:00-15:20 | Snowboard               | halfpipe F              | Estados Unidos | Estados Unidos | Noruega        |
| 15            | 16:00-19:00 | Patinaje de velocidad   | 500 m M                 | Estados Unidos | Rusia          | Corea del Sur  |
| 16            | 19:00-23:00 | Patinaje artístico      | estilo libre parejas    | Rusia          | China          | China          |
| 14 de febrero |             |                         |                         |                |                |                |
| 17            | 10:00-11:40 | Esquí de fondo          | sprint eqs. F           | Suecia         | Canadá         | Finlandia      |
| 18            | 10:40-12:20 | Esquí de fondo          | sprint eqs. M           | Suecia         | Noruega        | Rusia          |
| 19            | 13:30-15:00 | Biatlón                 | 10 km sprint M          | Alemania       | Noruega        | Noruega        |
| 20            | 16:00-19:00 | Patinaje de velocidad   | 500 m F                 | Rusia          | China          | China          |
| 21            | 18:00-19:30 | Luge                    | ind. F                  | Alemania       | Alemania       | Alemania       |
| 22            | 19:30-20:40 | Esquí alpino            | combinado M             | Estados Unidos | Croacia        | Austria        |
| 15 de febrero |             |                         |                         |                |                |                |
| 23            | 12:00-14:10 | Esquí alpino            | descenso F              | Austria        | Suiza          | Suecia         |
| 24            | 15:00-16:20 | Combinado nórdico       | SL / 4 x 5 eqs. M       | Austria        | Alemania       | Finlandia      |
| 25            | 17:30-18:30 | Luge                    | doble M                 | Austria        | Alemania       | Italia         |
| 26            | 17:30-18:50 | Esquí acrobático        | moguls M                | Australia      | Finlandia      | Estados Unidos |
| 27            | 20:45-21:50 | Patinaje en pista corta | 500 m F                 | China          | Bulgaria       | Canadá         |
| 16 de febrero |             |                         |                         |                |                |                |
| 28            | 10:00-11:45 | Esquí de fondo          | 10 km ind. F            | Estonia        | Noruega        | Noruega        |
| 29            | 12:00-13:30 | Biatlón                 | 7,5 km sprint F         | Francia        | Suecia         | Ucrania        |
| 30            | 14:00-15:05 | Snowboard               | campo traviesa M        | Estados Unidos | Eslovaquia     | Francia        |
| 31            | 17:00-19:00 | Patinaje de velocidad   | persecución por eqs. F  | Alemania       | Canadá         | Rusia          |
| 32            | 17:00-19:00 | Patinaje de velocidad   | persecución por eqs. M  | Italia         | Canadá         | Países Bajos   |
| 33            | 17:30-19:15 | Skeleton                | ind. F                  | Suiza          | Reino Unido    | Canadá         |
| 34            | 19:00-23:20 | Patinaje artístico      | estilo libre M          | Rusia          | Suiza          | Canadá         |
| 17 de febrero |             |                         |                         |                |                |                |
| 35            | 10:00-11:45 | Esquí de fondo          | 15 km M                 | Estonia        | Rep. Checa     | Alemania       |
| 36            | 14:00-15:00 | Snowboard               | campo traviesa F        | Suiza          | Estados Unidos | Canadá         |
| 37            | 17:30-20:10 | Skeleton                | ind. M                  | Canadá         | Canadá         | Suiza          |
| 38            | 19:30-20:50 | Esquí alpino            | combinado F             | Croacia        | Austria        | Suecia         |
| 18 de febrero |             |                         |                         |                |                |                |
| 39            | 09:45-11:00 | Esquí de fondo          | relevo 4x5 km F         | Rusia          | Alemania       | Italia         |
| 40            | 11:00-12:40 | Esquí alpino            | súper G M               | Noruega        | Austria        | Suiza          |
| 41            | 12:30-13:30 | Biatlón                 | 10 km persecución F     | Alemania       | Alemania       | Rusia          |
| 42            | 14:30-15:30 | Biatlón                 | 12,5 km persecución M   | Francia        | Noruega        | Alemania       |
| 43            | 17:00-19:00 | Patinaje de velocidad   | 1000 m M                | Estados Unidos | Estados Unidos | Países Bajos   |
| 44            | 18:00-20:00 | Saltos en esquí         | SL ind. M               | Austria        | Austria        | Noruega        |
| 45            | 19:30-22:20 | Patinaje en pista corta | 1500 m F                | Corea del Sur  | Corea del Sur  | China          |
| 46            | 19:30-22:20 | Patinaje en pista corta | 1000 m M                | Corea del Sur  | Corea del Sur  | Estados Unidos |
| 19 de febrero |             |                         |                         |                |                |                |
| 47            | 10:00-12:00 | Esquí de fondo          | relevos 4x10 km M       | Italia         | Alemania       | Suecia         |
| 48            | 12:00-13:55 | Esquí alpino            | súper G F               | Austria        | Croacia        | Austria        |
| 49            | 17:00-19:00 | Patinaje de velocidad   | 1000 m F                | Países Bajos   | Canadá         | Alemania       |
| 50            | 17:30-20:15 | Bobsleigh               | doble M                 | Alemania       | Canadá         | Suiza          |
| 20 de febrero |             |                         |                         |                |                |                |
| 51            | 13:00-14:40 | Esquí alpino            | eslalon gigante M       | Austria        | Francia        | Austria        |
| 52            | 18:00-20:15 | Saltos en esquí         | SL eqs. M               | Austria        | Finlandia      | Noruega        |
| 53            | 20:30-23:10 | Hockey sobre hielo      | F                       | Canadá         | Suecia         | Estados Unidos |
| 54            | 19:00-23:20 | Patinaje artístico      | danza parejas           | Rusia          | Estados Unidos | Ucrania        |
| 21 de febrero |             |                         |                         |                |                |                |
| 55            | 12:00-13:55 | Biatlón                 | relevos 4x7,5 km M      | Alemania       | Rusia          | Francia        |
| 56            | 14:00-14:50 | Combinado nórdico       | SL / 7,5 km sprint M    | Austria        | Noruega        | Alemania       |
| 57            | 16:00-18:30 | Patinaje de velocidad   | 1500 m M                | Italia         | Estados Unidos | Estados Unidos |
| 58            | 17:30-19:40 | Bobsleigh               | doble F                 | Alemania       | Estados Unidos | Italia         |
| 22 de febrero |             |                         |                         |                |                |                |
| 59            | 12:30-14:40 | Esquí de fondo          | 1,5 km sprint F         | Canadá         | Alemania       | Rusia          |
| 60            | 12:30-14:40 | Esquí de fondo          | 1,5 km sprint M         | Suecia         | Francia        | Suecia         |
| 61            | 13:00-14:50 | Snowboard               | eslalon gigante M       | Suiza          | Suiza          | Austria        |
| 62            | 17:45-19:15 | Esquí alpino            | eslalon F               | Suecia         | Austria        | Austria        |
| 63            | 17:00-19:15 | Patinaje de velocidad   | 1500 m F                | Canadá         | Canadá         | Países Bajos   |
| 64            | 18:45-20:35 | Esquí acrobático        | aerials F               | Suiza          | China          | Australia      |
| 65            | 19:30-21:20 | Patinaje en pista corta | relevos 3000 m F        | Corea del Sur  | Canadá         | Italia         |
| 23 de febrero |             |                         |                         |                |                |                |
| 66            | 12:00-13:50 | Biatlón                 | relevos 4x6 km F        | Rusia          | Alemania       | Francia        |
| 67            | 14:00-15:50 | Snowboard               | eslalon gigante F       | Suiza          | Alemania       | Estados Unidos |
| 68            | 18:30-20:20 | Esquí acrobático        | aerials M               | China          | Bielorrusia    | Rusia          |
| 69            | 17:30-20:45 | Curling                 | F                       | Suecia         | Suiza          | Canadá         |
| 70            | 19:00-23:00 | Patinaje artístico      | estilo libre F          | Japón          | Estados Unidos | Rusia          |
| 24 de febrero |             |                         |                         |                |                |                |
| 71            | 11:30-13:25 | Esquí de fondo          | 30 km sal. en grupo F   | Rep. Checa     | Rusia          | Polonia        |
| 72            | 13:00-14:40 | Esquí alpino            | eslalon gigante F       | Estados Unidos | Finlandia      | Suecia         |
| 73            | 15:00-18:20 | Patinaje de velocidad   | 10.000 m M              | Países Bajos   | Estados Unidos | Países Bajos   |
| 74            | 17:30-20:40 | Curling                 | M                       | Canadá         | Finlandia      | Estados Unidos |
| 25 de febrero |             |                         |                         |                |                |                |
| 75            | 10:00-11:00 | Biatlón                 | 15 km sal. en grupo M   | Alemania       | Polonia        | Noruega        |
| 76            | 12:00-13:00 | Biatlón                 | 12,5 km sal. en grupo F | Suecia         | Alemania       | Alemania       |
| 77            | 16:30-18:25 | Patinaje de velocidad   | 5000 m F                | Canadá         | Alemania       | Canadá         |
| 78            | 16:30-19:50 | Esquí alpino            | eslalon M               | Austria        | Austria        | Austria        |
| 79            | 17:30-20:35 | Bobsleigh               | cuatro M                | Alemania       | Rusia          | Suiza          |
| 80            | 19:30-20:50 | Patinaje en pista corta | 500 m M                 | Estados Unidos | Canadá         | Corea del Sur  |
| 81            | 19:45-21:10 | Patinaje en pista corta | 1000 m F                | Corea del Sur  | China          | China          |
| 82            | 21:20-22:00 | Patinaje en pista corta | relevos 5000 m M        | Corea del Sur  | Canadá         | Estados Unidos |
| 26 de febrero |             |                         |                         |                |                |                |
| 83            | 10:00-12:45 | Esquí de fondo          | 50 km M                 | Italia         | Rusia          | Austria        |
| 84            | 14:00-16:40 | Hockey sobre hielo      | M                       | Suecia         | Finlandia      | Rep. Checa     |

- M - masculino
- F - femenino
- SN - salto normal
- SL - salto largo

| Días 11 12 13 14 15 16 17 18 19 20 21 22 23 24 25 26 |

- Datos: Q5650446